# Ева Копач
Ѐва Божѐна Ко̀пач, с моминско име Лис (на полски: Ewa Bożena Kopacz) е полска лекарка педиатърка и политик.
От 2001 година депутат в Сейма IV, V, VI, VII и VIII мандат, министър на здравеопазването (2007 – 2011), маршал на Сейма VII мандат (2011 – 2014), министър-председател на Полша (2014 – 2015)., заместник-председател (2010 – 2014, и от 2016 г.) и председател (2014 – 2016) на политическата партия Гражданска платформа.

## Биография
Родена е на 3 декември 1956 г. в град Скаришев, в семейството на Кристина и Мечѝслав Лис. Завършва Медицинския университет в Люблин и специализира педиатрия и семейна медицина. В годините 1998 – 2001 работи като съветник в сейма на Мазовското войводство. През 2001 г. става член на политическата партия Гражданска платформа. Има дъщеря Катажина, която също е лекар.